# Agència de Gestió d'Ajuts Universitaris i de Recerca
L'Agència de Gestió d'Ajuts Universitaris i de Recerca (AGAUR) va ser creada l'any 2001, i és un instrument de la Generalitat de Catalunya per donar servei i suport a les persones i a les institucions que constitueixen el sistema universitari i de recerca a Catalunya. Correspon a l'Agència l'execució de programes de beques, de préstecs, de subvencions i d'altres activitats de foment de l'estudi universitari, de la recerca científica i tècnica i de la innovació tecnològica a Catalunya. Entitat de Dret Públic sotmesa a l'ordenament jurídic privat. Participació de la Generalitat: Majoritària Directa.

## Programa ICREA
L'any 2008 la Institució Catalana de Recerca i Estudis Avançats va crear el programa ICREA Acadèmia, amb l'objectiu d'incentivar l'excel·lència investigadora del personal docent i investigador doctor amb vinculació permanent a les universitats de Catalunya. Es tracta d'un programa d'intensificació de la recerca destinat exclusivament al professorat universitari que està impartint docència i que es troba en fase plenament activa i d'expansió de la seva activitat investigadora. El programa vol contribuir a l'impuls de la recerca i a la retenció de talent investigador dins del sistema universitari de Catalunya. Des de la seva creació s'han concedit més de 400 ajuts ICREA Acadèmia, mitjançant convocatòries anuals. Des de l'edició de 2024 aquest programa és gestionat per l'Agència de Gestió d'Ajuts Universitaris i de Recerca (AGAUR).